# 水鬼
水鬼（白話字：Chúi-kúi  汉语拼音：Shúi-gǔi ），是流传于於台灣和中国大陸等地的民間傳說，他們是潛伏在河裡的怨魂，會將靠近水邊或過河的人拉進水中淹死。

## 傳說
水鬼源自投河自盡或溺死在水裡的人，他們因為屬「凶」的非自然死亡無法投胎，或自身怨气颇重而留在水中變成了厲鬼，為了解脫，他們必須將另一個人拉進水中淹死以代替自己的位置，作為自己的替死鬼，也就是俗稱的「抓交替”和“抓替身”，被“抓交替”而死的人会代替他们成为新的水鬼，继续等待着下一个人来接替自己的位置。也有傳說他們會纏著從水災裡倖存、或是拯救溺水者的人回家，並且在當地作祟，例如製造瘟疫、讓人發瘋投水等。台灣各地都有相關的水鬼傳說，而原住民也有類似水鬼的邪神傳說。

## 民俗
為了避免水鬼的危害，台灣民間除了直接請神來降伏水鬼外，也衍生出不少安撫水鬼、不讓他們作惡的習俗，例如定期舉辦大型法會超渡因水災而死的人或祭祀水中的神明（如雲林的口湖牽水車藏、台南的拜溪墘儀式、宜蘭的拜駁儀式等）、以「空間厭勝物」鎮壓並安撫水和水鬼（如嘉義鹿草鄉的龜塔鎮壓八掌溪、臺南溪埔鄉的公塭仔萬安宮蜈蚣陣）、端午節的划龍舟本身也有驅逐水鬼、祭水鬼的意涵在（如宜蘭礁溪），另外，因為人們相信厲鬼有力量造禍也能造福，所以也有人將溺水而死的人打撈起來建廟祭祀，稱之為水流公。

## 其他傳說
除了害人的傳說外，也有部分傳說中，水鬼跟活著的人成為朋友，並且聽從對方的建議不再害人，並且因此被升格為神的傳說，例如傳說中有名員外被貪財的轎夫推下山洞淹死、成為水鬼，聽從附近漁夫的話沒有害人，並且成為了城隍、在屏東潮州內埔鄉也有傳說陳姓打鐵匠也苦勸水鬼不要害人，而水鬼不僅不再抓交替還幫忙竹筏安全渡河，成為當地的土地公，而陳姓鐵匠則在死後成為城隍的傳說。

## 現代研究
台灣漢人的水鬼信仰，有可能最早來自於移民原鄉（福建、廣東等地）的楚文化中的「尚鬼」習俗。

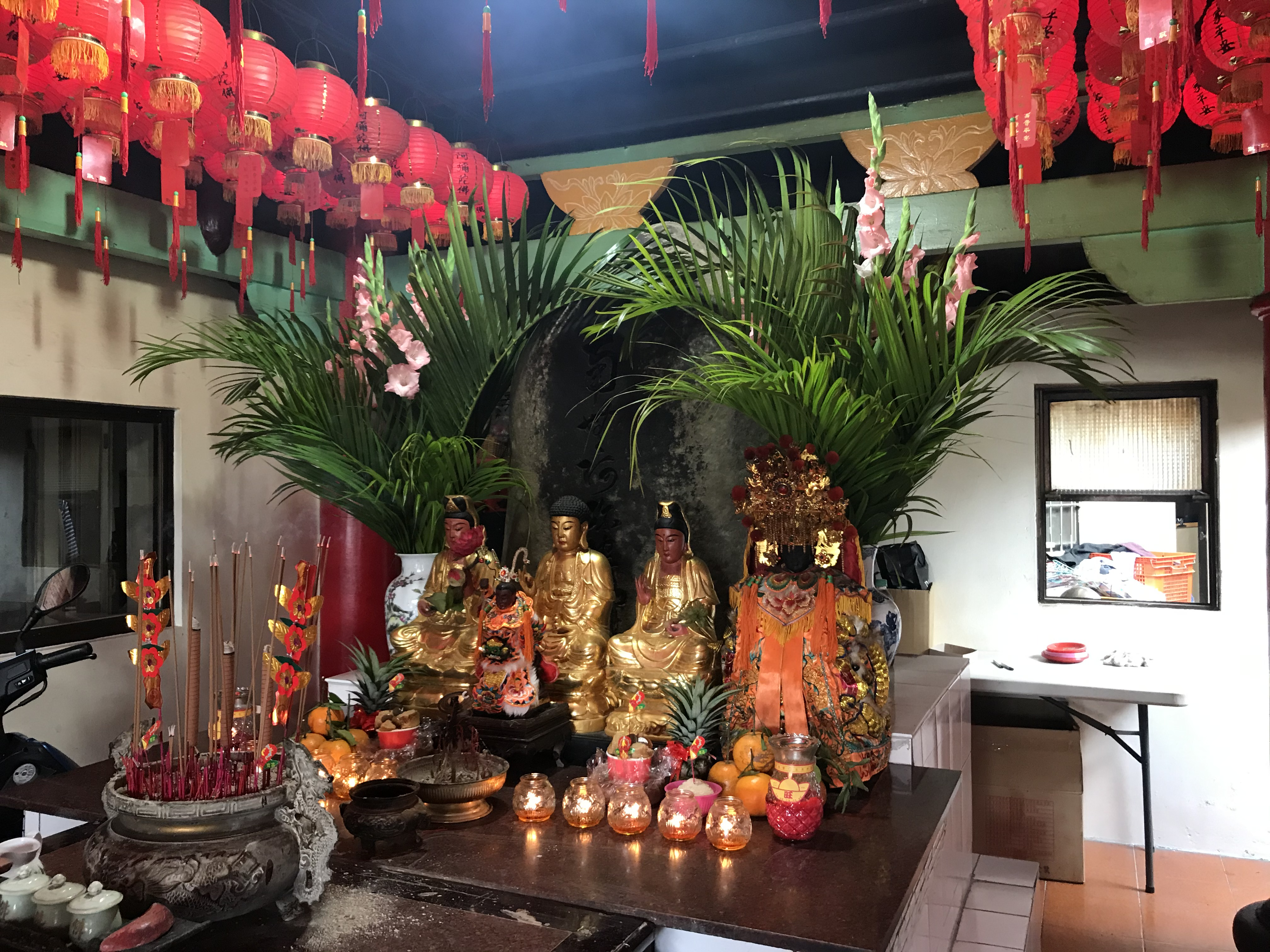
大林阿彌陀佛碑

## 現代訛用
在台灣，比喻運動比賽中「拖人下水與其一同落敗」的行為被稱為水鬼。水鬼與黑馬類似但最終結果不同。「黑馬」是指賽前不被看好，出乎意料獲勝演出精彩的下剋上比賽。「水鬼」是指賽前不被看好且無望晉級者，出乎意料戰勝有望晉級的強者。最終雙方一起被淘汰，而前者是後者無法晉級的關鍵。
在大陆，“水鬼”也指是在工地水井捞钻头的工程潜水员。因为工作危险因素多，危险系数大，所以被称为「水鬼」工作。
此外，在海峽兩岸處於對峙的期間，雙方經常會派出蛙人趁夜游到岸上、殺死駐守的士兵，被稱為「摸哨」，而執行任務的蛙人就被俗稱為「水鬼」。

## 參見

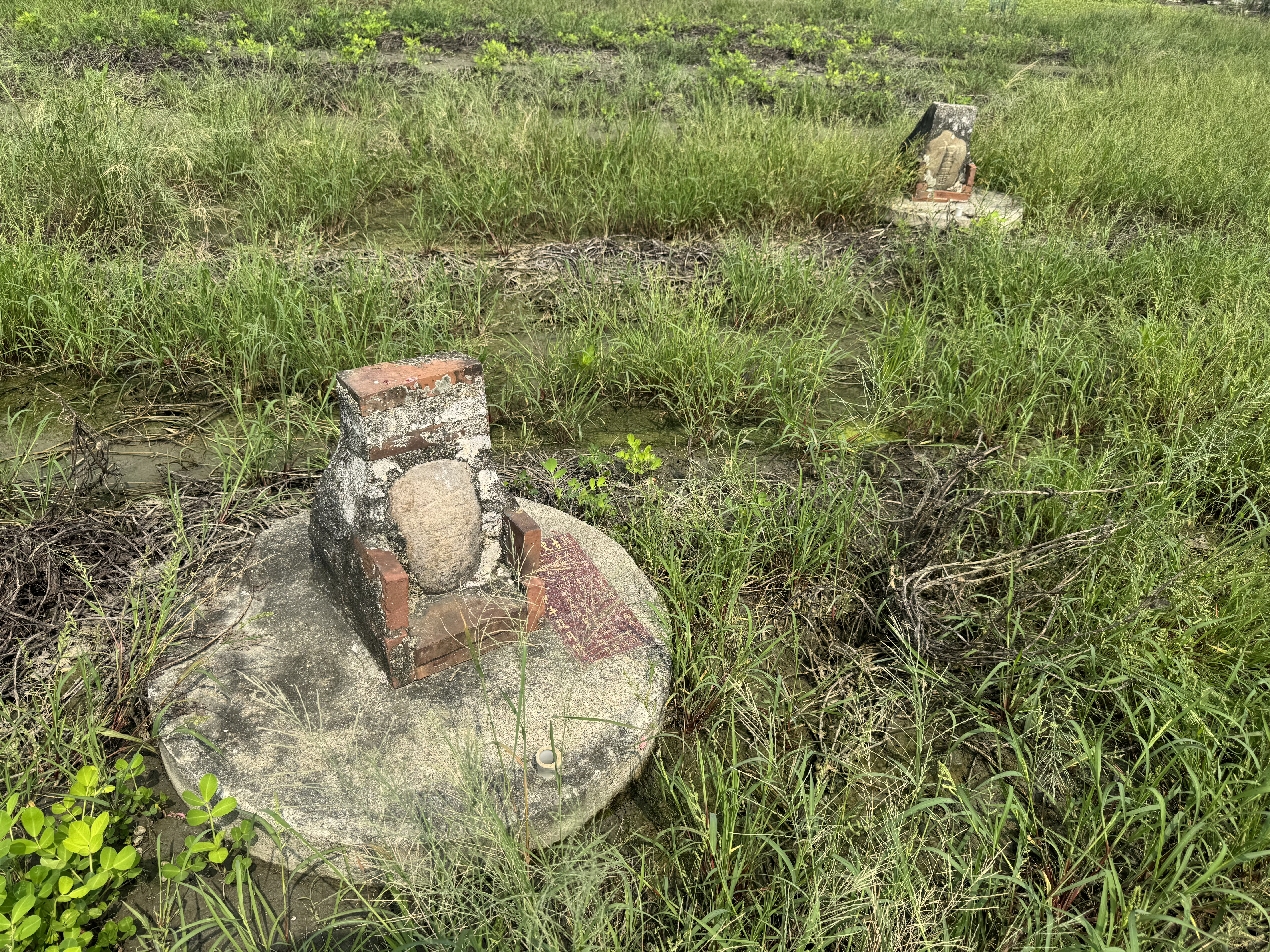
崙背鄉枋南村七石雷